# شعار الدنمارك
يتكون الشعار الوطني للدنمارك من ثلاثة أسود متوجة تبدو في وضعية حركة، ويصاحب الأسود الثلاثة تسعة قلوب حمراء، وهذه الرموز موضوعة على درع ذهبي. كان هذا الشعار هو شعار آل استردسن، وهي السلالة التي قدمت ملوك الدنمارك ما بين 1047 و1412. قُدم التصميم الحالي للشعار في 1819، في عهد الملك فريدريك السادس. فيما سبق هذا التاريخ، لم يكن هناك فرق بين الشعار الوطني والشعار الملكي. ومنذ 1819، أصبح هناك شعار ملكي أكثر تعقيدًا يختلف عن الشعار الوطني.